# Edificio Cazoña
El edificio Cazoña fue la central informática de Caja Cantabria, y desde 2019 es la actual sede social de la división Cloud de Ingram Micro en España, la mayor distribuidora tecnológica del mundo.
Es obra de los arquitectos Manuel González Orus, José Luis Frías Wamba, y Joaquín Mantilla Rodríguez. Se trata de uno de los edificios construidos más relevantes de la arquitectura en Cantabria en la segunda mitad del siglo XX,  construido con las concepciones tecnológicas y arquitectónicas más modernas y avanzadas de la época. Fue inaugurado el 13 de mayo de 1981. El edificio se ideó para acoger el gran ordenador de Caja Cantabria que necesitaba una sala diáfana de 500 metros cuadrados y fue pionero en el mundo al reutilizar el calor que generaba el ordenador para abastecer de agua caliente al edificio.

## Historia
El presidente y el director general de la Caja de Ahorros de Santander, Antonio Fernández Enríquez y José Emilio Nieto, respectivamente, inauguraron el Edificio Cazoña el 13 de mayo de 1981 como Centro de Cálculo de la entidad financiera, dotados de modernos avances tecnológicos, tanto en lo que se refiere a sus servicios como por la singularidad de su arquitectura y funcionalidad interior.  El edificio comenzó a construirse en otoño de 1978 y llegó a albergar a más de 500 empleados. 
En el acto de presentación estuvo presente el presidente de la Diputación Provincial de Santander, José Antonio Rodríguez, el diputado nacional Jesús Zarrabeitia, directivos de la Caja de Ahorros y los arquitectos autores de la obra, Manuel González Orus, José Luis Frías Wamba, y Joaquín Mantilla Rodríguez.
En el Edificio Cazoña se instaló en el Centro de Cálculo de la Caja de Ahorros de Santander, y junto con el ordenador central, la totalidad de los servicios de informática, intervención general y organización y control y la custodia del efectivo necesario para atender la demanda de las distintas oficinas.
El edificio está emplazado en la plaza principal del barrio de Cazoña sobre una parcela de 2.000 metros cuadrados, y consta de cinco plantas (años después se habilitó una sexta planta) y tres sótanos, todo construido con las concepciones tecnológicas y arquitectónicas más modernas y avanzadas del momento. El costo total de la obra ascendió a 500 millones de pesetas, cifra realmente importante para la época y que demuestra claramente la envergadura del proyecto.
El exterior del edificio es original y atractivo: su fachada está realizada en hormigón visto, aluminio anodizado color bronce y cristal tintado, todo rodeado por zona ajardinada; en la fachada sur, una escalera metálica cumple con la doble finalidad de servir en caso de incendio y de aportar un detalle decorativo, dada su concepción estática.
La singularidad de su aspecto exterior, la funcionalidad interna, la versatilidad cara el futuro, la seguridad, autonomía en su funcionamiento y el ahorro en el consumo energético, convirtieron al Edificio Cazoña en una referencia de la década de los 80 en el norte de España.
El acceso principal propiamente dicho se encuentra en la fachada Este, frente a la plaza de Manuel Llano, y conduce directamente al rellano de ascensores y escalera, que constituyen el núcleo principal de comunicaciones verticales del edificio.
Destacando la gran belleza la escalera que comunica las diez plantas del edificio. La escalera, de caracol, es de mármol blanco y negro. y toda ella fue realizada por artesanos cántabros, en un deseo de la Caja de Ahorros de Santander para rendir homenaje a todos los trabajadores de la provincia. El edificio contaba con un fino tubo de aluminio que soportaba unos globos de cristal, a modo de racimos de uvas, que iluminan cada planta del edificio. Una lámpara única y exclusiva de aproximadamente 20 metros.
En sus inauguración, el edificio tenía un centro interior abarcando todas las alturas, que además de cumplir su misión de proporcionar una mayor agilidad y luminosidad a todo el bloque central, recogía por medio de un depósito instalado en su parte superior el agua pluvial que baja, conducida por un sistema de cadenas hasta los sótanos del edificio. Este sistema de conducir el agua por medio de cadenas fue también muy novedoso, que recubre un metraquilato, cuya función no era puramente decorativa, sino que se hizo necesaria dada las características del clima de Santander.
Hasta el 2014 fue la subcentral de Caja Cantabria albergando los servicios de informática, organización y administración; mientras que la dirección comercial y ejecutiva se encontraba en la sede principal ubicada en la Plaza Porticada.
Con la conversión de Caja Cantabria a Fundación Bancaria, y el traspaso de su actividad financiera a Liberbank en 2011, los servicios informáticos del grupo formado por Cajastur, Caja de Extremadura y Caja Cantabria se trasladaron a Madrid y Toledo.
En el año 2018, Ingram Micro, una de las empresas tecnológicas más grandes del mundo, anuncia su traslado al Edificio Cazoña para instalar su nueva sede de la división de Cloud.  
En mayo de 2019, tras una profunda reforma del exterior e interior del edificio, fue inaugurada la nueva sede de Ingram Micro, con la presencia del presidente del Gobierno de Cantabria, Miguel Ángel Revilla, la alcaldesa de Santander, Gema Igual, el CEO de Ingram Micro, Alain Monié y el vicepresidente mundial de Ingram Micro Cloud, Nimesh Dave; además de otros directivos de la empresa californiana.